# Club Deportivo O'Higgins
El Club Deportivo O'Higgins (en castellà: [oˈxiɣins ˈfuðβol ˈkluβ]) és un club de futbol professional xilè amb seu a Rancagua, que actualment juga al Campeonato Nacional. L'estadi local del club és l'Estadio El Teniente, inaugurat el 1945 i renovat per a la Copa Amèrica de futbol de 2015, que va ser acollida per Xile.
Fundat el 1955, el club va ser nomenat en honor al pare fundador del país i director suprem Bernardo O'Higgins, després de la fusió dels clubs O'Higgins Braden i América de Rancagua. O'Higgins ha guanyat dos títols de Primera B, i el 2013 va guanyar el seu primer campionat de màxima categoria davant la Universidad Católica, entrenat per Eduardo Berizzo; més tard van guanyar la Supercopa de Xile 2014 en tirs de penal contra Deportes Iquique.

## Història

### Establiment

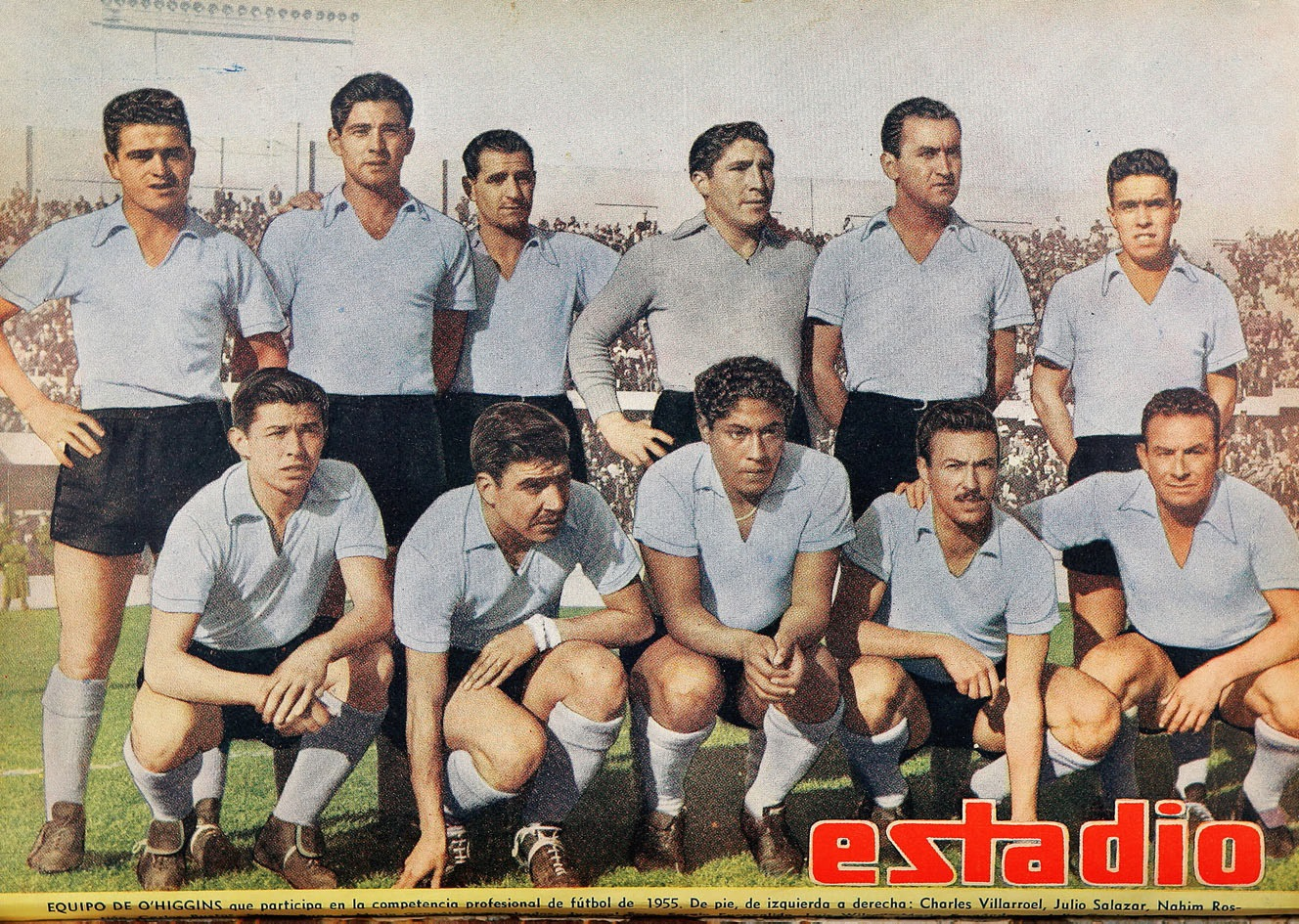
Alineació d'O'Higgins el 1955.

El 7 d'abril de 1955, després de la fusió del rival de Rancagua entre ciutats: O'Higgins Braden (que va néixer el 1954 de la fusió entre Braden FC i Instituto O'Higgins) i América de Rancagua , el club es va fundar gràcies a Carlos Dittborn, el president de l' Asociación Central de Football, que es va oferir a posar el nom dels O'Higgins, que representa als treballadors de Codelco a la ciutat, sota el nom de Braden Copper; el nom també es va escollir en referència al pare fundador del país i director suprem Bernardo O'Higgins, un personatge important del Xile colonial durant la dècada de 1810, que també s'identificava amb la ciutat de Rancagua.
Els colors del club eren originaris de l'Institut O'Higgins, que eren vermell, blau i blanc. No obstant això, la Federació de Futbol de Xile va prohibir l'ús dels colors de la selecció nacional, per la qual cosa els directius del club van decidir que l'uniforme seria blau cel, basat en l'uniforme de la Selecció de futbol de l'Uruguai, guanyant-se llavors el sobrenom de La Celeste. L'estadi va rebre el nom d'Estadio Braden Copper Company pel nom de l'empresa des de la seva obertura fins a la Copa del Món de Futbol de 1962, quan es va canviar el nom pel seu nom actual, Estadio El Teniente, basat en la mina El Teniente.
El 21 d'abril de 1955, l' Associació Central de Football va decidir que l'equip jugarà a Primera Divisió la propera temporada, sent el primer president Nicolás Abumohor i el primer entrenador Francisco Hormazábal. El seu primer partit al Campeonato Nacional va ser una derrota per 2-0 davant la Unión Española el 8 de maig de 1955. La seva primera victòria va arribar el 22 de maig d'aquell mateix any, una victòria a casa per 3-2 contra el Ferrobádminton. En el seu primer torneig de lliga, el club va acabar novè a la taula, cosa que els va situar en el play-off de descens, on es va guanyar la permanència a la primera categoria.

### Primeres temporades, descensos i remuntades

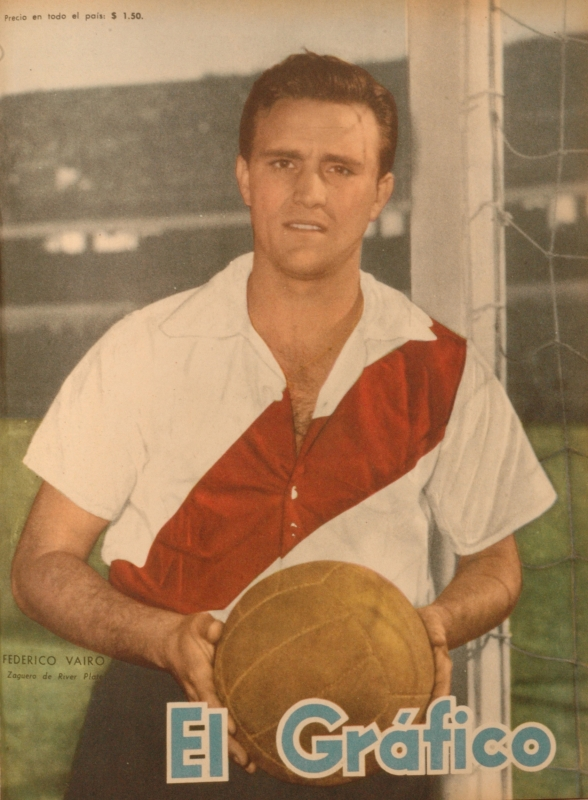
El jugador argentí Federico Vairo és un dels jugadors més importants del club.

La primera gran temporada del club va ser la temporada 1959, on el club va acabar en quarta posició sota les ordres del tècnic argentí José Salerno, a només quatre punts del campió de la lliga Universidad de Chile i per darrere del tercer classificat Santiago Wanderers per diferència de gols fent d'aquesta una de les seves campanyes de Primera Divisió més exitoses, amb José Benito Ríos com a jugador clau i màxim golejador del torneig amb 22 gols.
Poques temporades després, l'equip va baixar a Segona Divisió després d'una mala campanya el 1963. La temporada següent, amb els fitxatges del defensa Federico Vairo i del migcampista ofensiu Mario Desiderio, tots dos procedents de la Primera Divisió argentina, l'equip va tornar a Primera Divisió. En especial, les actuacions de Vairo el van consagrar com el millor futbolista de la història del club segons els seguidors del Rancagua, que van escollir el central rosarià amb l'honor l'any 1999. Des de l'ascens l'any 1964, el club va tenir mitjana. temporades, acabant a mitja taula, tot i patir les sortides de Federico Vairo i Mario Desiderio al conjunt colombià Deportivo Cali el 1966.
La temporada 1973, sota les ordres dels entrenadors Luis Vera i Jorge Aretio, O'Higgins i Huachipato van acabar en tercera posició darrere de Unión Española i Colo-Colo, el seu millor resultat des de la temporada 1959. La temporada de 1975, el club va baixar de nou, però va tornar per a la temporada de 1977 després d'acabar subcampió de la Primera B de 1976. Després d'un notable torneig de 1978, on l'equip va acabar tercer a la lliga amb Luis Santibáñez com a entrenador principal, va aconseguir la classificació per a la següent edició de la Copa Libertadores guanyant la Liguilla Pre-Libertadores, en la qual va aconseguir la seva major victòria per a un internacional contra el Deportivo Galicia, imposant-se al conjunt veneçolà per 6-0 a El Teniente, i també va aconseguir la seva victòria més important fora d'un torneig internacional, guanyant 1-0 a València a la mateixa Galícia. A la temporada següent, el club va assolir el cinquè lloc de la lliga amb Santibáñez com a entrenador en cap de nou, classificant-se per a la Copa Libertadores de 1980 a través de la Libertadores Liguilla després d'una notable ratxa invicta de cinc partits, i guanyant la Liguilla davant els poderosos clubs Universidad de Chile, Cobreloa i Unión Española.

### Aparicions continentals, finals de la Copa de Xile
Mentre gestionava una forma de lliga indiferent a principis de la dècada de 1980, el club va tenir el seu primer èxit sud-americà amb la Copa Libertadores. A l'edició de 1980, O'Higgins va arribar a les semifinals, quedant eliminat en quedar últim d'un grup amb el Club Nacional d'Uruguai i el Club Olimpia del Paraguai. Durant l' edició de 1984 de la Libertadores, el club va quedar últim del seu grup, que estava format pels companys xilens Universidad Católica, i els clubs bolivians Bolívar i Blooming. A la lliga, l'equip va tenir campanyes pobres de 1981 a 1983, tot i que el club va derrotar a Colo-Colo per 6-1 la temporada de 1983, i va arribar a la seva primera final de la Copa de Xile, on va perdre davant la Universidad Católica en un grup liguilla.

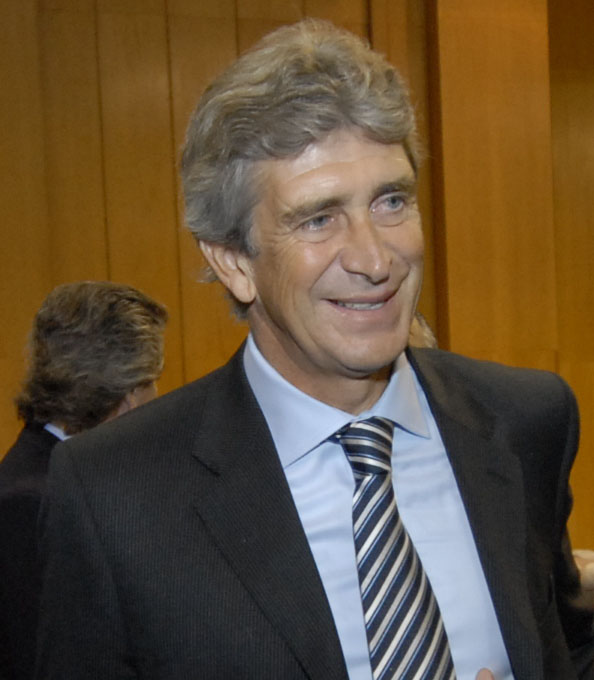
Manuel Pellegrini, entrenador del club l'any 1992.

Després de problemes econòmics amb Codelco, empresa propietària del club, el club va baixar a Primera B la temporada 1985, amb la possibilitat de baixar a Tercera Divisió per una altra polèmica relacionada amb Codelco. La temporada següent, el club va guanyar la temporada regular i es va classificar per als playoffs d'ascens, però no va aconseguir guanyar el grup que estava format per 6 equips. La temporada 1987, amb els defensors Gabriel Mendoza i Atilio Marchioni com a jugadors clau, el club va tornar a Primera Divisió, després d'una emocionant final amb Lota Schwager a Talca .
Anys més tard, el club va contractar a Manuel Pellegrini com a entrenador per a la Copa Conmebol de 1992, en la qual va ser eliminat pel Gimnàsia de La Plata argentí a la primera volta, en aquella ocasió amb jugadors com Claudio Borghi, que va guanyar la Copa del Món de Futbol de 1986 amb Argentina, el talentós creador de joc Jaime Riveros i el davanter Gustavo De Luca, un dels golejadors més prolífics del futbol xilè durant la dècada dels noranta. La temporada de 1992 el club va acabar sisè en la taula global de la lliga, cosa que els va donar l'oportunitat de classificar-se per a la Copa Libertadores de 1993 a través de la Liguilla, però el club finalment no es va classificar per a competicions continentals després de perdre davant l'Universidad Catolica. A mitja temporada de 1993, Pellegrini va marxar per dirigir la Universidad de Chile.

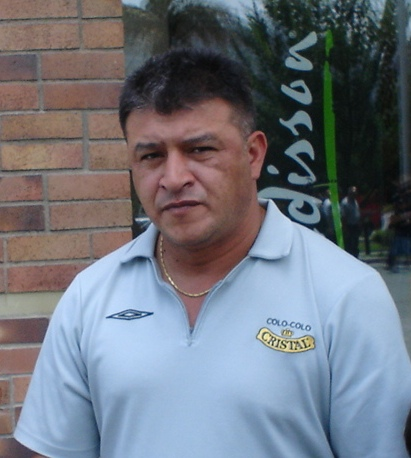
Claudio Borghi va jugar al club l'any 1995.

La temporada de 1994, sota les ordres de Roberto Hernández, O'Higgins va arribar a la final de la Copa de Xile, després de vèncer a la Universidad de Chile per 2-1 a l'Estadio Nacional de Xile a les semifinals. No obstant això, a la final contra el Colo-Colo, el club va perdre als penals, mentre que per al torneig de Primera Divisió, el conjunt rancaguenc va acabar en la tercera posició de la taula, per la qual cosa es va perdre la classificació per a la Copa Libertadores. La temporada següent, O'Higgins no es va classificar per a la Libertadores Liguilla, acabant només a la sisena posició del torneig de Primera Divisió.

### La inestabilitat: 1996–2004
La temporada 1996, el club va fitxar grans jugadors, com el migcampista Clarence Acuña, el jugador argentí Gerardo Martino, i els davanters Carlos Poblete i Ariel Cozzoni. No obstant això, l'equip va baixar a Primera B, després de quedar últim de la taula. L'any 1997 es va utilitzar un format Apertura i Clausura, la qual cosa va dificultar la promoció ja que no s'utilitzava a la Clausura. Tot i que O'Higgins va fer grans campanyes aquella temporada, acabant entre els 4 primers d'ambdós tornejos, no va aconseguir l'ascens.
Dos anys més tard, a les ordres de René Serrano, l'equip va tornar a aconseguir l'ascens a Primera Divisió. El 1999, el club de Rancagua va acabar en desena posició, en la qual Mario Núñez i Jaime González també es van convertir en la parella de golejadors més reeixida del futbol xilè amb 57 gols entre ambdós davanters. La temporada 2001 , amb problemes econòmics i una mala temporada, va tornar a la Primera B, després d'haver passat per tres directius: Guillermo Páez, Rubén Espinoza, i Luis Droguett. Luis Droguett gairebé va salvar el club del descens, inclosa una victòria contra Colo-Colo, però finalment no va ser suficient per mantenir-se al primer nivell.
L'any 2002, sota les ordres de Luis Droguett, el club va fer una temporada decent a la segona, però no lluitava pels playoffs d'ascens. Per a la temporada 2003, Droguett va ser substituït per Eduardo Salas. Els problemes econòmics del club van tornar a ser evidents, i en la seva major part el club va utilitzar jugadors juvenils. Aquests problemes van provocar que el club no pogués ascendir de nou, tot i que van estar en els llocs d'ascens (2 primers de la taula) fins a una derrota per 2-0 amb l'Everton , que va traslladar el club a un quart lloc. La temporada 2004 va ser molt semblant a la temporada anterior; tot i que el club va tenir un inici molt prometedor, no va tornar a arribar a Primera Divisió després de ser derrotat per 3-0 per Deportes Melipilla, sota les ordres de l' entrenador en cap del Paraguai Sergio Nichiporuk, que havia substituït Eduardo Salas al juny.
Tot i el fracàs esportiu, el club també patia greus problemes econòmics, sobretot per Codelco però també per irregularitats en la junta directiva. No obstant això, el desembre del 2004 es va informar que l' expresident i emprenedor de l'ANFP Ricardo Abumohor compraria l'equip per arreglar la situació.

### Adquisició d'Abumohor, era Garcés i Sampaoli

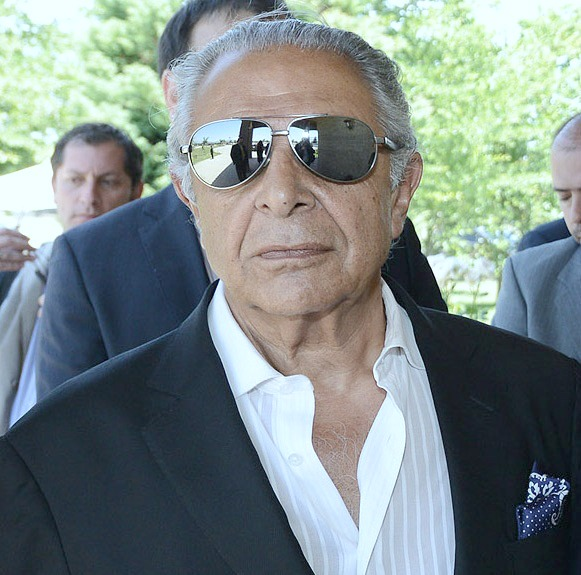
Ricardo Abumohor va comprar el club el 2005.

Per a la temporada 2005, l'ex-porter Nelson Cossio es va convertir en el nou entrenador del club. Tanmateix, el club va començar a distanciar-se dels llocs d'ascens després d'una sèrie de sis partits sense victòries. Després d'un empat a Deportes Copiapó a l'agost, Cossio va ser destituït. Poc després de l'acomiadament de Cossio, el club va ser comprat per l'expresident de l'ANFP, Ricardo Abumohor, que va comprar l'equip a Codelco, amb el títol de Primera B com a principal objectiu per al retorn a Primera Divisió. Va incorporar l'entrenador Gerardo Silva com a substitut de Cossio, i el club finalment va aconseguir aquest objectiu tant esperat, derrotant a Deportes Melipilla per 4–3 en el global per a l'ascens amb Hugo Brizuela i Mario Núñez com a jugadors clau de l'èxit.
La temporada següent, el club va fitxar Jorge Garcés com a entrenador, classificant-se per als playoffs del Torneo Clausura, on va vèncer el Coquimbo Unido als quarts de final i va ser eliminat per l'Audax Italiano a les semifinals amb decisions polèmiques de l'àrbitre Rubén Selman. La temporada 2007, O'Higgins va acabar dotzè a la taula Apertura i va ser eliminat per Colo-Colo durant els playoffs per al Clausura. L'anada va acabar amb una derrota precipitada per 5-0 a Rancagua; Aquest resultat bàsicament va segellar la sèrie per als blancs amb el partit de tornada a Santiago, que va acabar 1–1, però 6–1 a favor de Colo-Colo al global.

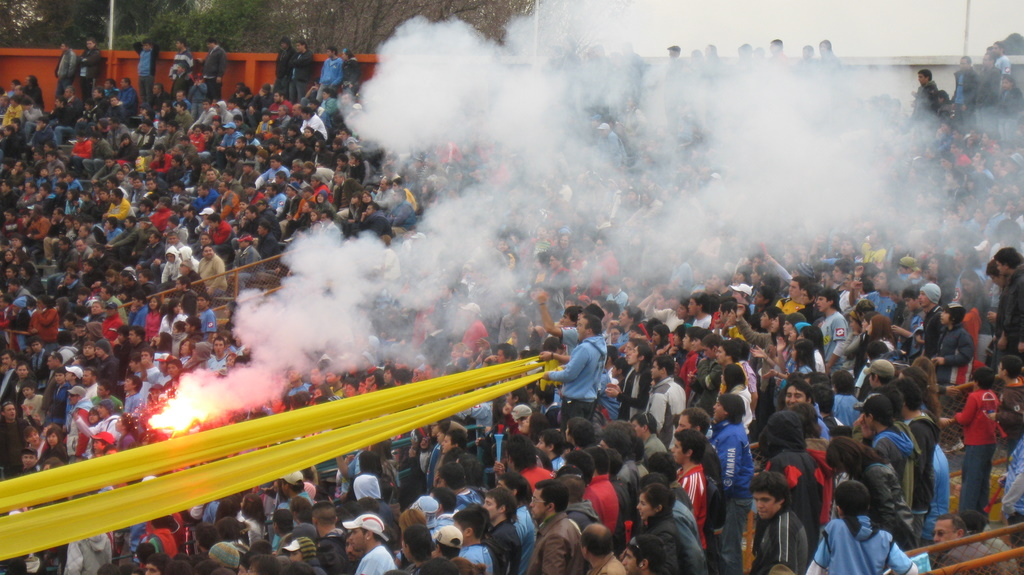
Trinchera Celeste, la barra brava del club, es va fundar l'any 2002.

El desembre de 2007, després de la marxa de Jorge Garcés a Deportes Concepción, el club va arribar a un acord amb Jorge Sampaoli de l'Sporting Cristal. Sampaoli va tenir una temporada exitosa durant l'Apertura 2008, amb jugadors talentosos com Jean Beausejour i Carlos Carmona, que van quedar tercers a la taula de la lliga però van ser eliminats als quarts de final del playoff per la Universidad de Chile. Al Clausura, va fer una temporada semblant, i l'equip va ser eliminat per Palestino als quarts de final. El 2009, Sampaoli va ser acomiadat després d'un partit amb la Universidad de Concepción, per no classificar-se per als play-offs del Clausura a causa d'un 15è classificat a la lliga, i per haver patit una derrota per 6-1 amb la Unión Española per al play-off de l'Apertura fora dels quarts de final a l'Estadio Santa Laura.
La junta directiva va fitxar novament Roberto Hernández com a entrenador per a la temporada 2010. Hernández va situar l'equip als 5 primers llocs de la taula durant la primera meitat de la temporada, però després de l'aturada de la Copa del Món de la FIFA va començar a tenir mals resultats, així que va ser acomiadat i va arribar Marco Antonio Figueroa com a substitut. Els èxits més importants del període de Figueroa van ser vèncer a la Universidad de Chile 1-0 a l' Estadio Nacional i Colo-Colo 2-1; tanmateix l'equip va acabar en un mediocre 10è lloc i Figueroa va deixar el club per al club mexicà Veracruz.
La junta directiva del club va fitxar Ivo Basay per afrontar la temporada 2011, on el club va acabar cinquè a la taula de la lliga Apertura i es va classificar per als play-off, amb Fernando De la Fuente i Enzo Gutiérrez com a jugadors clau. En l'etapa de play-off, O'Higgins va vèncer a Palestino, arribant a les semifinals contra la Universidad de Chile, en què va ser derrotat per 8-1 en el global. Basay va ser acomiadat al Clausura de 2011, amb mals resultats i la derrota per 7-1 contra la Universidad de Chile a les semifinals de l'Apertura van ser els factors decisius.

### Era Eduardo Berizzo: Primera lliga i títol de supercopa
El desembre de 2011, la junta directiva del club va fitxar el tècnic Eduardo Berizzo per a la temporada 2012. L'any va començar de forma brusca amb la marxa de Fernando De la Fuente després d'una forta discussió amb el nou entrenador Berizzo i el seu ajudant, Roberto Bonano. Aleshores es va confirmar que el jugador seria cedit a Deportes La Serena, la qual cosa va suposar que O'Higgins perdia d'aquesta forma un dels millors migcampistes defensius del futbol xilè per enfrontar-se al Torneig d'Obertura, atès que De la Fuente va tenir un gran temporada 2011.
No obstant això, la directiva del club va sorprendre el públic amb els fitxatges del migcampista ofensiu argentí Ramón Fernández, que abans havia estat temptat pels clubs potents del país: Colo-Colo i Universidad de Chile, el futbolista paraguaià Rodrigo Rojas, que jugava a River Plate, i finalment el defensa Julio Barroso, que va jugar a Boca Juniors i va ser campió del Mundial sub-20 2005 amb Argentina i Lionel Messi.

#### Primera temporada i primera final de Berizzo

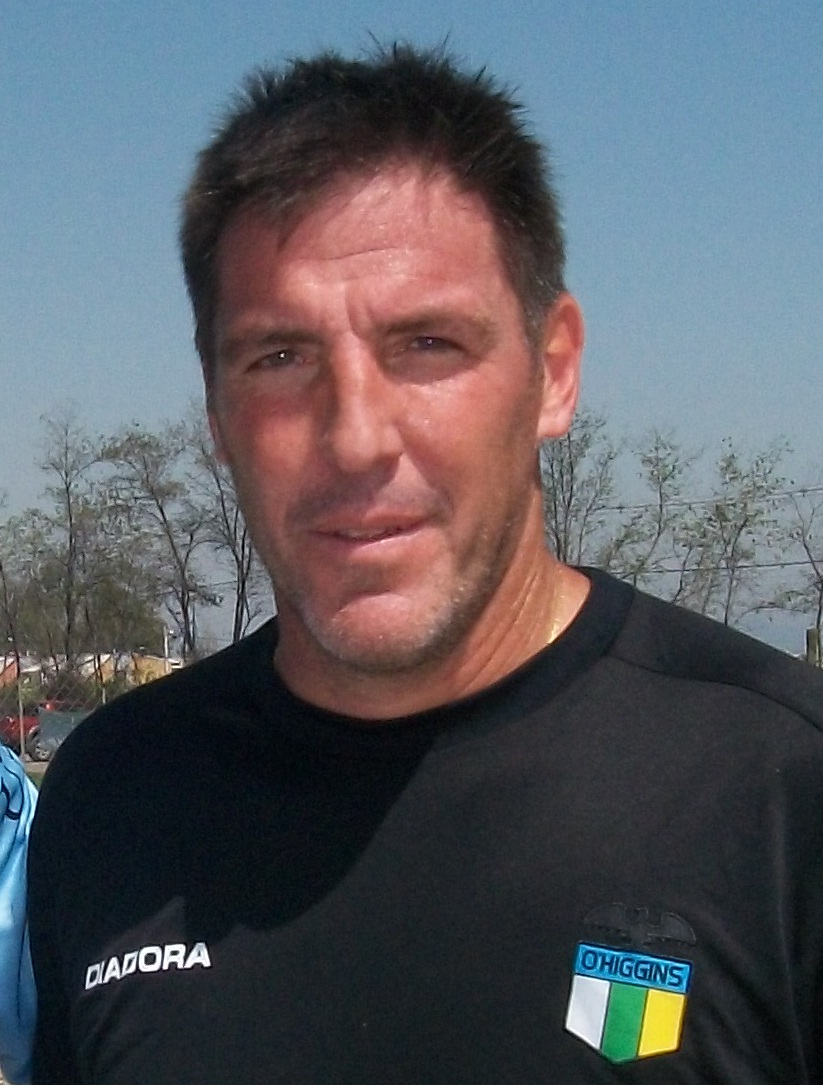
Eduardo Berizzo, l'entrenador més reeixit del club.

El 27 de gener de 2012, Berizzo va aconseguir la seva primera victòria competitiva amb el club en un partit de lliga contra l'Antofagasta amb un gol del nou fitxatge Ramón Fernández, perdent per poc el següent partit a la capital Santiago amb Colo-Colo 1–0. El 25 de febrer, l'equip va aconseguir la seva victòria més important contra la Universidad de Xile a casa, una victòria per 3-0 amb gols d' Enzo Gutiérrez, Guillermo Suárez i Ramon Fernández, on Luis Marín va salvar un penal per mantenir la porteria a blanc, guanyant d'aquesta forma el primer lloc a la taula de lliga, que es va perdre quan la Universidad Católica va derrotar l'equip per 2-1 l'11 de març. Malgrat aquesta derrota, l'equip va aconseguir quatre victòries consecutives, amb Julio Barroso i Rodrigo Rojas com a jugadors clau, una ratxa que va acabar quan Huachipato va derrotar el club per 2-1 el 15 d'abril. Malgrat la derrota a la ciutat de Talcahuano, l'equip es va recuperar i va vèncer a Palestino per 5-0 a casa en el següent partit. La setmana següent, una victòria a Valparaíso per 1-0 a casa davant el Santiago Wanderers va donar al club la classificació per a la Copa Sudamericana 2012, on van ser eliminats per Cerro Porteño a la primera etapa per 7-3 en conjunt.
L'equip es va classificar per als play-off després d'un exitós torneig Opertura, on el club va quedar segon a la taula, només sota la Universidad de Chile. El club va haver de començar els play-off enfrontant-se a la Unión La Calera als quarts de final. En el primer partit a La Calera el 24 de maig, l'equip va guanyar 1-0 amb un tir lliure marcat per Ramón Fernández, que no va celebrar el gol ja que pensava deixar el club al final de la temporada. A Rancagua per al segon partit, el club va aconseguir una victòria per 3–2, gràcies a Enzo Gutiérrez, que va anotar una increïble puntada de bicicleta que va derrotar al porter Lucas Giovini. A les semifinals, el club es va enfrontar a la Unión Española a Santiago a l'anada, on el club va ser derrotat per 1-0 a l'Estadio Santa Laura, però va guanyar el segon partit per 2-1 amb gols de Luis Pedro Figueroa i Rodrigo Rojas, guanyant un lloc a la final per primera vegada en la seva història amb la regla de gols a casa, després del marcador global de 2-2.
En el partit d'anada de la final contra la Universidad de Chile, O'Higgins va vèncer a "La U" a casa per 2-1 amb gols de Rojas i el lateral argentí Alejandro López en un partit conegut com La tarde de los paraguas felices perquè la pluja i dia ennuvolat del partit a Rancagua. En el partit de tornada el 2 de juliol, jugat a l'Estadio Nacional, el marcador va ser d'1–1 que va posar a O'Higgins per 3–2 en el global, i va estar a punt de guanyar el seu primer títol de lliga convertint-se en campió del Torneo de Obertura, fins al minut 92, perquè amb el gol de Guillermo Marino la sèrie es va empatar a 3–3 i el partit va passar als penals. "La U" va guanyar la tanda de penals per 2-0 gràcies al seu porter Jhonny Herrera, que va salvar tres penals. No obstant això, el partit va estar ple de polèmica, perquè l'àrbitre Enrique Osses va concedir un penal inexistent a Marino, que va ser anotat per Aránguiz, i una targeta vermella injusta al central Julio Barroso, després que el defensa de la Universidad de Chile José Rojas inicialment es va burlar de Barroso.

#### Tragèdia de Tomé

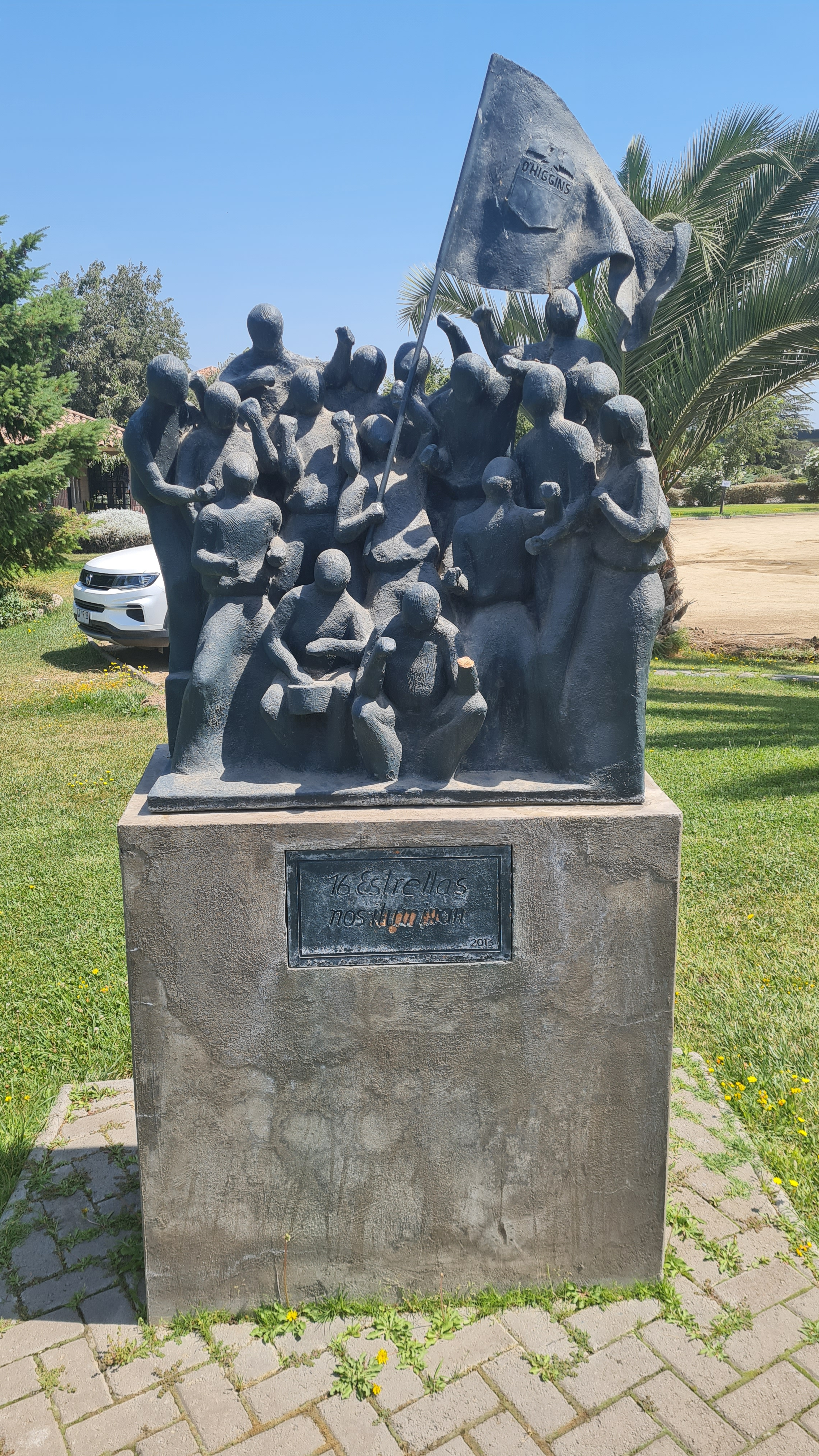
Memorial a les 16 víctimes de la tragèdia de Tomé, al Monasterio Celeste.

En el Torneo Transición 2013, Berizzo va portar molts reforços com Osmán Huerta , Mariano Uglessich , Braulio Leal , Gonzalo Barriga i Pablo Calandria entre d'altres. En aquest torneig el club també va jugar l'últim partit oficial a l'Estadi El Teniente , després d'haver estat adjudicat per reformes de cara a la Copa Amèrica 2015, rotant entre l'Estadi Santa Laura, l'Estadi La Granja i l'Estadio Monumental David Arellano durant la resta del torneig.
Després de la victòria fora de casa contra l'Huachipato a l'Estadi CAP en la tercera jornada de lliga, va passar una desafortunada tragèdia. El 9 de febrer de 2013 cap a la mitjanit a Tomé, un autobús que transportava seguidors d'O'Higgins es va estavellar i 16 fans van morir. En comptes de tornar a Rancagua, els aficionats van decidir fer una parada a Dichato per a un festival. De 37 aficionats a l'autobús, 16 van morir i 21 van resultar ferits. Arran del tràgic accident, es va declarar un dol de tres dies a Tomé i Rancagua, i els aficionats s'han acomiadat del difunt a l'Estadio El Teniente.
O'Higgins va acabar quart després d'una campanya acceptable, on va ser derrotat per Unión Española, Universidad Católica i Cobreloa. No obstant això, el club va haver de quedar tercer per classificar-se a la Copa Sudamericana i, per tant, es va perdre.

#### Una altra lluita pel títol
Per al Torneo Apertura 2013-14, O'Higgins es reforça amb jugadors com Fernando Gutiérrez, Francisco Pizarro i Pedro Pablo Hernández. El club va començar jugant aquest torneig contra Deportes Iquique, i va guanyar amb un gol que finalment va ser marcat pel màxim golejador del torneig, Pablo Calandria. En el següent partit, el club derrota a Deportes Antofagasta per 2–1 amb gols de Pizarro i Gonzalo Barriga. L'endemà, el club va empatar amb l'Audax Italiano, però després l'equip va tenir una important ratxa de victòries, que va començar guanyant el Cobresal a El Salvador, i després el Cobreloa, la Universidad de Concepción, la Universidad Católica, la Unión Española i una victòria contra Unión La Calera als últims minuts, amb el club només perdent dos partits contra Palestino i Colo-Colo.

#### El partit contra Rangers de Talca
El 7 de desembre de 2013, darrera jornada del campionat, el club ha de visitar el Rangers de Talca, on l'equip comença perdent amb un gol de Mauricio Gómez, però l'equip no es va rendir i va capgirar el partit a favor seu amb un penal de Pablo Calandria i gol de Julio Barroso. A la segona part, semblava que el títol se'ls escapava de les mans, perquè Rodolfo González i Esteban Ciaccheri van marcar a l'Estadio Fiscal de Talca, per posar el marcador en 3-2 a favor dels Rangers.
Berizzo fa canvis i substitueix a Francisco Pizarro i Osmán Huerta al partit, i Huerta, amb el seu primer toc del partit, supera el porter Nicolás Peric i empata el partit a 3-3 quan faltaven 10 minuts, però al 90' Calandria va entrar a l'àrea de penals i l'àrbitre Patricio Polic va concedir un penal per O'Higgins, juntament amb la targeta vermella al porter dels Rangers Peric. Com que els Rangers ja havien esgotat totes les seves substitucions disponibles, el migcampista Hugo Diaz havia de ser el porter. Paral·lelament, la Universidad Católica guanyava contra La Calera a Quillota, de manera que si O'Higgins empatava o perdia, la Universidad Católica seria la campiona. A l'últim minut del partit, Calandria va marcar el seu penal, desencadenant les celebracions salvatges de 4.500 aficionats, amb el club que va completar una remuntada èpica per guanyar el partit per 4–3, després que la Universidad Católica superés La Calera per 2–0.

#### El final

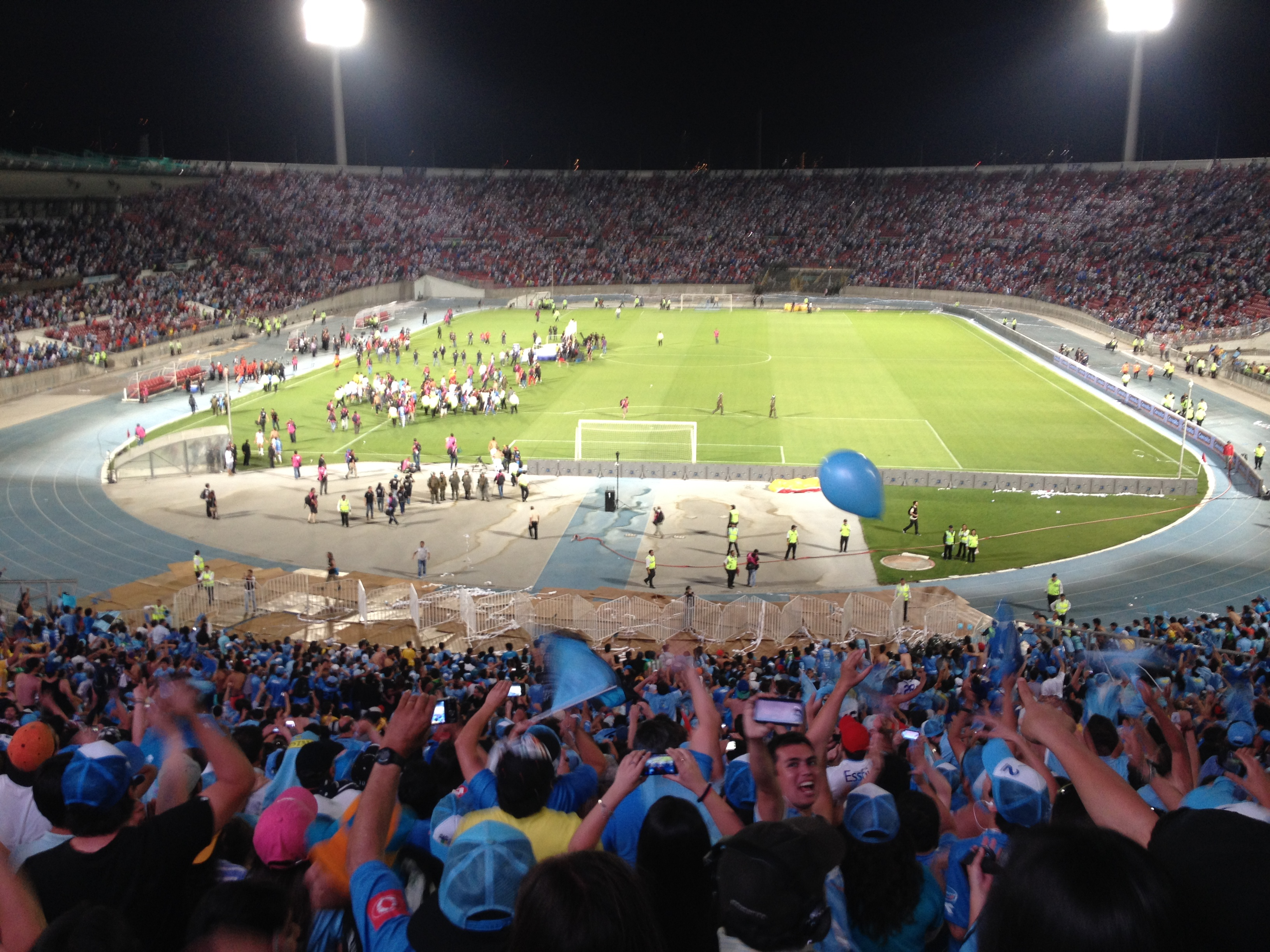
Aficionats d'O'Higgins celebrant el títol Apertura 2013-14 a l'Estadio Nacional de Chile.

Després d'una lluita pel títol de campionat contra la Universidad Católica, tots dos acaben el torneig amb el mateix nombre de punts. Això va suposar que hi havia d'haver un partit de desempat, després d'una modificació de les regles del campionat, ja que abans de la modificació el campió era qui tingués millor diferència de gols si els dos equips tenien el mateix nombre de punts. Aquest va ser el cas del torneig del 2013, en què Unión Española i Universidad Católica van igualar els punts fins l'última jornada, però el campionat de lliga es va cedir a la Unión Española perquè tenia millor diferència de gols.
El 10 de desembre de 2013, davant d'un Estadi Nacional de Xile exhaurit, O'Higgins va aconseguir una victòria contra els Crusaders, amb Pedro Pablo Hernández marcant l'únic gol del partit, que finalment va entrar a la història del club i al cor de l'afició. com a persona que va donar al club el seu primer títol de lliga de Primera Divisió.

#### Campió de la Supercopa i torna a la Copa Libertadores
Després de guanyar la final del Torneo Obertura 2013, el club torna a la Copa Libertadores després de gairebé tres dècades, (la seva darrera participació va ser l'any 1984), participant al Grup 3 amb Cerro Porteño, Deportivo Cali i Lanús. El primer partit es va jugar contra el Lanús el 13 de febrer de 2014 a l'Estadio Ciudad de Lanús , on el partit va acabar 0-0. En el segon partit, O'Higgins es va enfrontar al Deportivo Cali a l'Estadi Monumental de Santiago, on Yerson Opazo va posar la pilota per davant del porter colombià Faryd Mondragón, convertint-se en el primer jugador a marcar per al club en un partit de Copa Libertadores en 30 anys, amb el partit. acabant 1–0 a favor dels celestes. En el tercer partit, el club va tornar a jugar a l'Estadio Monumental, aquesta vegada contra el Cerro Porteño, on el club rancaguanès va començar guanyant per 2-0 amb un dels gols marcat per Eduardo Alejandro López d'un bon tir lliure. Tanmateix, després que el migcampista Braulio Leal fos expulsat, l'impuls va disminuir i el club paraguaià va empatar el partit 2-2.

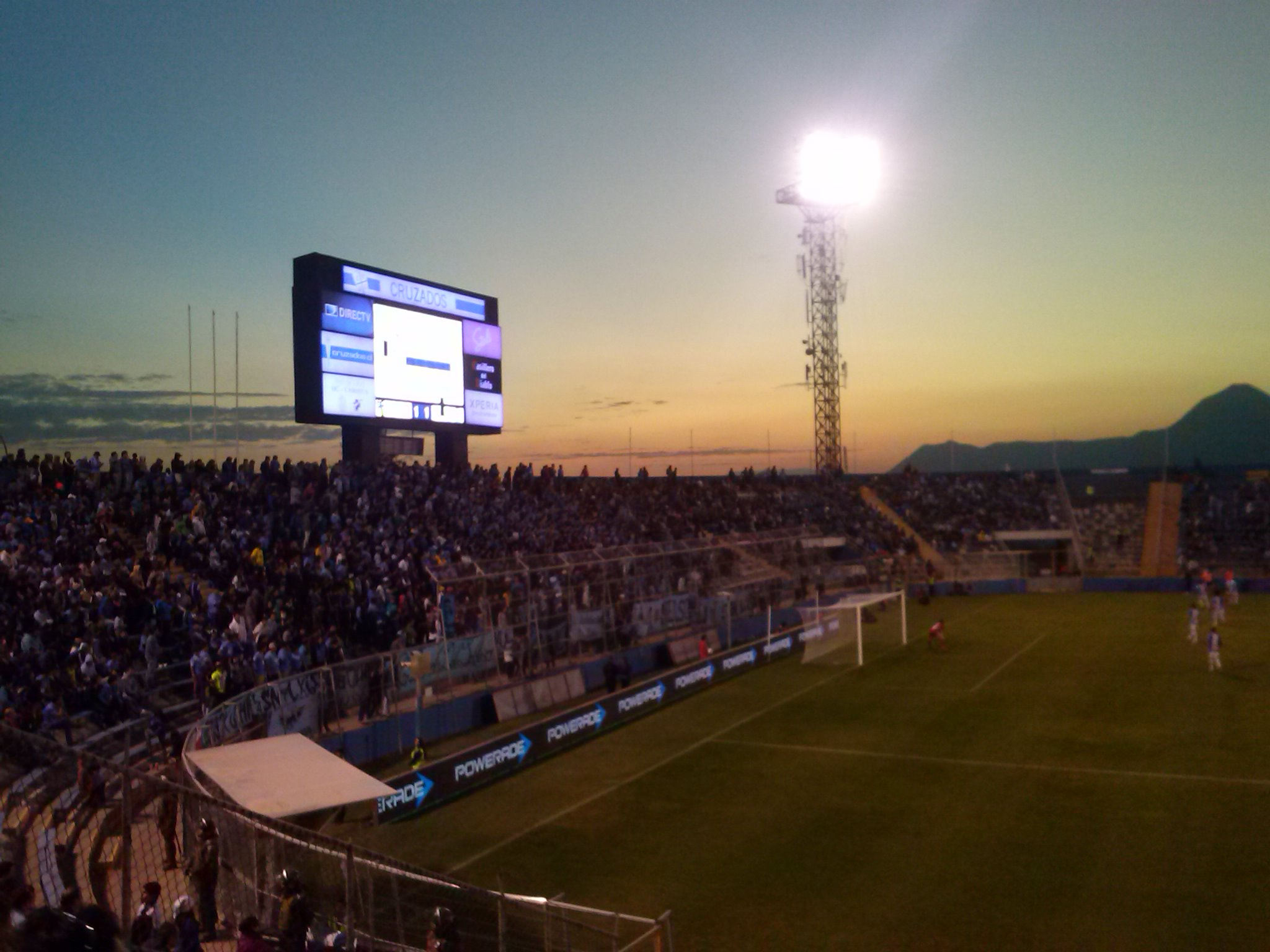
L'afició al partit de la Supercopa de Xile contra el Deportes Iquique.

En la següent reunió, el club va tornar a jugar contra el Cerro Porteño, però aquesta vegada a l'Estadio General Pablo Rojas, on el club és derrotat per 2-1. En el cinquè partit el club va viatjar a Colòmbia per enfrontar-se al Deportivo Cali a l'Estadio Olímpico Pascual Guerrero, on Yerson Opazo va marcar un dels millors gols del torneig des d'uns 30 metres, però Néstor Camacho del Deportivo Cali va empatar el partit a 1-1, i va acabar amb aquesta puntuació.
En l'últim partit de la fase de grups contra el Lanus, O'Higgins va tornar a l'Estadio El Teniente després de la seva renovació per a la Copa Amèrica 2015. O'Higgins va tenir l'oportunitat de fer la següent ronda, però el penal de Calandria va ser aturat per Agustín Marchesín, i el partit va acabar 0-0, la qual cosa va significar que els celestes van ser eliminats de la copa. O'Higgins va acabar amb 7 punts i en tercera posició del seu grup.
A la Clausura 2014, O'Higgins va acabar en tercera posició amb 30 punts, i a la Taula Acumulada com a segon amb 69 punts, (superant a Colo-Colo, campions de Clausura) que el van classificar per jugar la Supercopa de Xile per veure qui seria. el Supercampió. El partit es va jugar a l'Estadio San Carlos de Apoquindo contra el campió de la Copa de Xile 2013-14, Deportes Iquique. Iquique ha començat guanyant el partit amb un gol de Rodrigo Ezequiel Díaz, i O'Higgins ha empatat el marcador cinc minuts abans del final de la primera part amb un gol de Luis Pedro Figueroa. El partit va acabar 1-1 al minut 120 i va entrar en penals. O'Higgins va guanyar 3–2 després que Rodrigo Brito d'Esports Iquique fallés el seu penal, desfermant l'alegria de més de 6.000 aficionats celestes que van arribar a la Regió Metropolitana de Santiago i esdevenir el segon Supercampió del futbol xilè.

## Símbolos

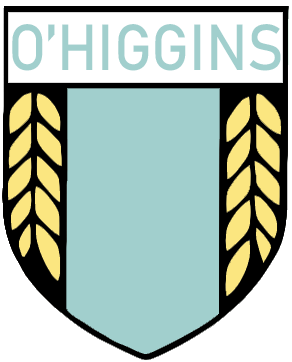
Primer logotip del club l'any 1955.

La insígnia actual del club és un fènix sobre un pentàgon amb els colors blanc, groc i verd. Els colors recorden els colors del club d'Instituto O'Higgins, América de Rancagua i O'Higgins Braden respectivament. Diversos rancaguencs afirmen que el fènix representa la ciutat històrica xilena , on el pare fundador i heroi del país, Bernardo O'Higgins, va dirigir el seu exèrcit per guanyar la batalla de Rancagua contra Espanya, destacant que el nom del club és en honor a ell.
Els colors actuals de la equipació de casa del club són el blau cel i el blanc, mentre que els colors tradicionals de visitant són el groc en honor a l'Amèrica, però en els últims anys les equipaments de visitant han estat blanc i negre. Al Campeonato Nacional de 2010, O'Higgins va portar l'antiga equipació d' O'Higgins Braden com a colors de visita.
Un fet insòlit va ser que a la final d'anada del Torneig d'Obertura 2012 a casa contra la Universidad de Chile, l'equip va jugar amb els colors de l'equip de visita a Rancagua, la ciutat on té la seu.
L'equip de casa actual del club consta d'una samarreta blau cel, pantalons curts negres i mitjons. L'equip està fabricat per Joma, i el patrocinador principal és LatamWin.

## Instal·lacions

### Estadi

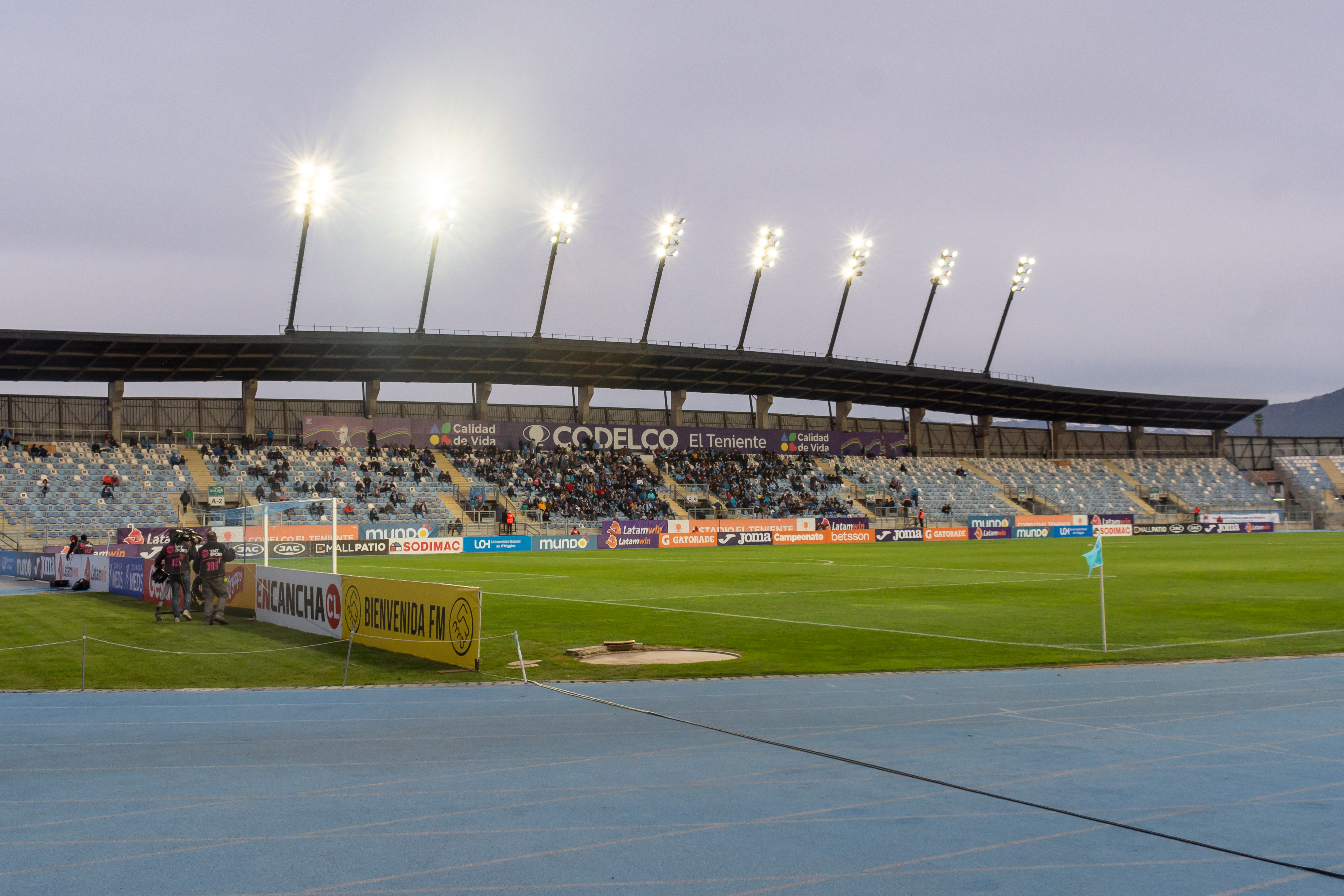
Estadio El Teniente.

La seu del club és l'Estadi El Teniente, construït el setembre de 1945 i ubicat a Rancagua, amb el nom d' estadi Braden Copper Company, perquè aquella empresa era la propietària de l'estadi. El primer partit professional va ser durant el torneig de Primera Divisió de 1955, en un partit que O'Higgins va guanyar per 3–2 a Ferrobádminton.
L'any 1960, després del terratrèmol de 9,5 de Valdivia que va destruir les seus originals de la Copa del Món de Futbol de 1962, la delegació xilena va dissenyar la ciutat de Rancagua com a seu, després de la negativa de Valparaíso i Antofagasta. El primer partit internacional va ser entre l'Argentina i Bulgària , on amb un gol d' Héctor Facundo , els sud-americans van derrotar els europeus el 30 de maig El Teniente va ser l'estadi local de tots els partits del Grup D, i un partit de quarts de final entre Alemanya Occidental i Iugoslàvia.
El govern de Xile va adquirir el 51% de les accions a la Braden Copper Company dels Estats Units l'any 1967, com a part de la nacionalització del coure, que va culminar quatre anys més tard, passant a ser propietat de Codelco Chile, reanomenant-se amb l'actual nom de Parque El Teniente, en referència a la mina situada a la localitat de Machalí .
El 2013, el propietari del club, Ricardo Abumohor, va confirmar un nou estadi amb capacitat per a 14.087 persones, i l'antic estadi va ser enderrocat el 2014. El nou estadi es va inaugurar el 8 d'abril de 2014. En el partit inaugural, O'Higgins va jugar contra el Lanús la setmana 6 de la Copa Libertadores 2014 . El resultat final va ser 0-0, cosa que va suposar l'eliminació del club de la competició, perquè necessitava una victòria per passar a la següent ronda. El 2015 va acollir dos partits de la fase de grups de la Copa Amèrica 2015 .

### Monasterio Celeste

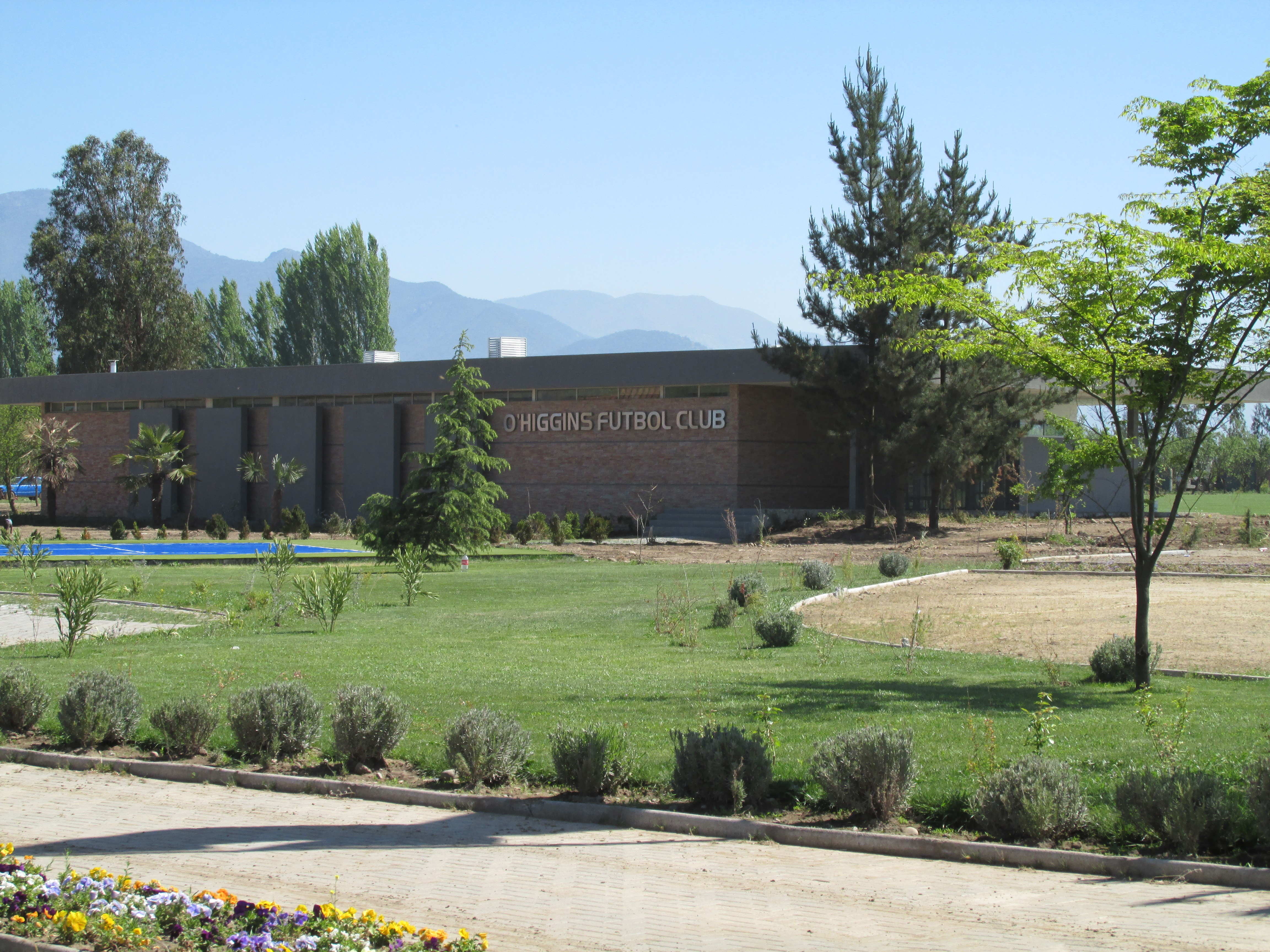
L'entrada al Monestir Celeste.

Les instal·lacions d'entrenament del club s'anomenen el Monasterio Celeste, situat als afores de Rancagua, exactament a Requínoa. Substitueix l'antic complex La Gamboína, que fins a l'any 2014 va ser el camp d'entrenament del club.
El complex consta de set camps de gespa natural, un miniestadi de gespa artificial i un hotel amb les instal·lacions per a l'equip. El complex es va acabar el 2014, però O'Higgins s'hi va entrenar per primera vegada el 4 de gener de 2013. Va ser un complex amfitrió de la selecció nacional per a la Copa Amèrica 2015.

## Jugadors
Jugadors estrangers com Federico Vairo també han estat jugadors importants en la història del club. A mitjans de la dècada de 1960, Vairo va ser un antic jugador del River Plate, guanyant tres títols consecutius de Primera Divisió, al costat de jugadors com el porter Amadeo Carrizo, el migcampista Omar Sívori, entre d'altres.

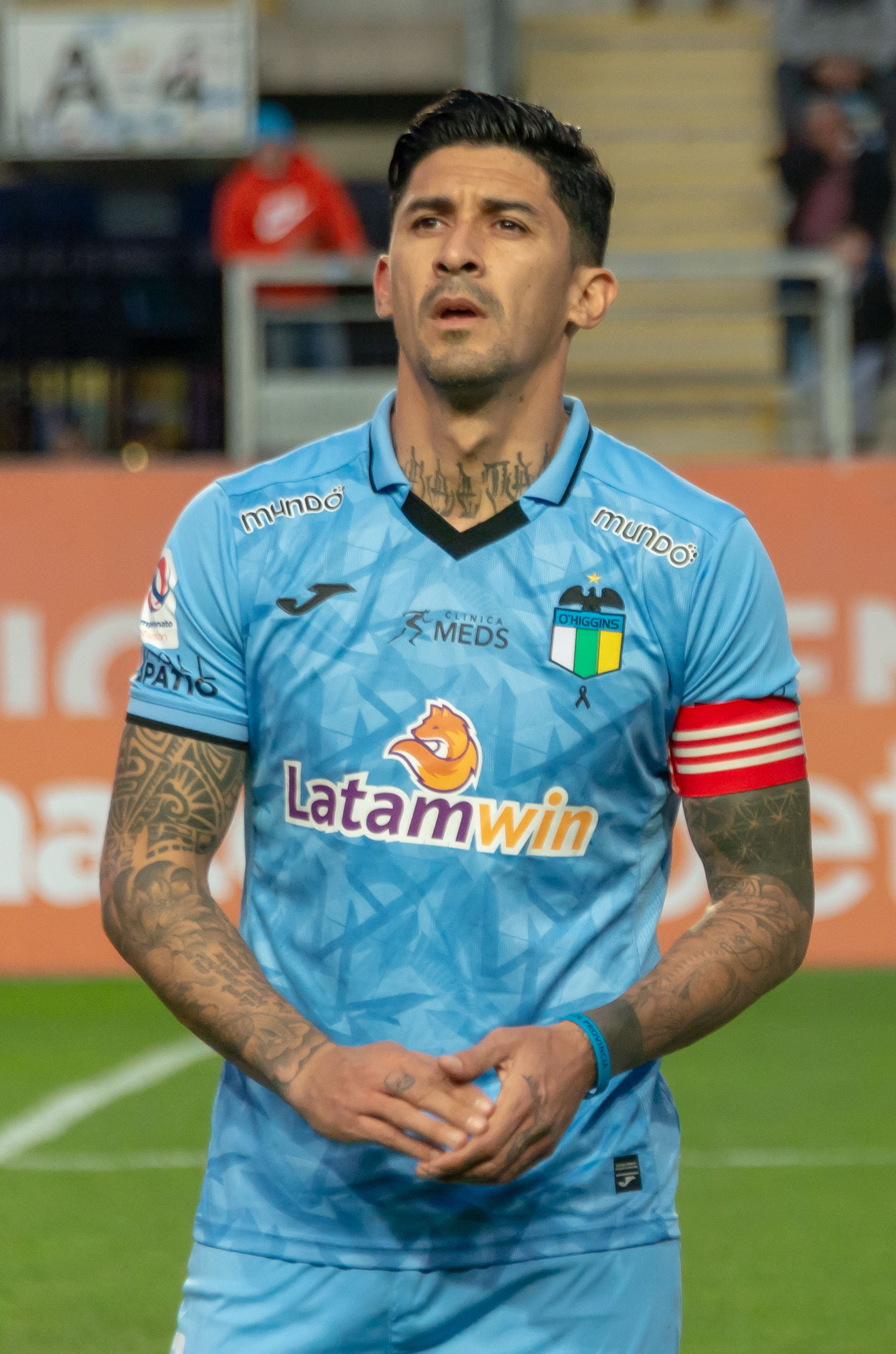
Pedro Pablo Hernández, el jugador que va marcar el gol històric de la Superfinal del 2013 contra la Universidad Católica.

Un altre jugador important del club és Pablo Hernández, també argentí, que va formar part de la històrica plantilla dirigida per Eduardo Berizzo que va guanyar el Torneo d'Obertura 2013-14. També és important perquè va marcar el gol en el partit de la Súper Final contra la Universidad Catolica, que va donar el títol de lliga al club. Va ser un dels jugadors més importants de l'equip, al costat dels porters Paulo Garcés i Roberto González, els defenses Julio Barroso, Mariano Uglessich i Yerson Opazo, els migcampistes Luis Pedro Figueroa, César Fuentes, Braulio Leal, Gonzalo Barriga i el davanter i el màxim golejador Pablo Calandria, entre d'altres.
L'equip ha comptat amb diversos futbolistes argentins en majoria, però també han estat en minoria jugadors de Paraguai, Uruguai, Brasil, Colòmbia i Veneçuela.
L'any 2006, sota les ordres del tècnic Jorge Garcés, es va fitxar Giancarlo Maldonado, davanter de la selecció de Veneçuela, convertint-se en el primer futbolista d'aquesta nacionalitat a jugar al club, i Aílton da Silva, temporades més tard, va ser el primer jugador del Brasil. nacionalitat el 2008 per arribar al club.
Juan Rodrigo Rojas, que ara juga a Cerro Porteño, i Octavio Rivero, que va ser fitxat pels Vancouver Whitecaps de la Major League Soccer per una quota d'1,5 milions de dòlars, van ser els últims jugadors de nacionalitat paraguaiana i uruguaiana, respectivament. L'últim jugador colombià va ser Marco Pérez.

### Plantilla de futbol
Els equips xilens estan limitats per l'ANFP a tenir a la seva plantilla un màxim de cinc jugadors estrangers. Les normes de l'ANFP també diuen que el nombre de samarretes no pot superar el nombre de jugadors inscrits. A partir de la temporada 2023, tots els equips xilens han d'haver inclòs a l'alineació, almenys un jugador xilen nascut a partir de l'1 de gener de 2002, a més que els jugadors juvenils juguin almenys 1890 minuts.

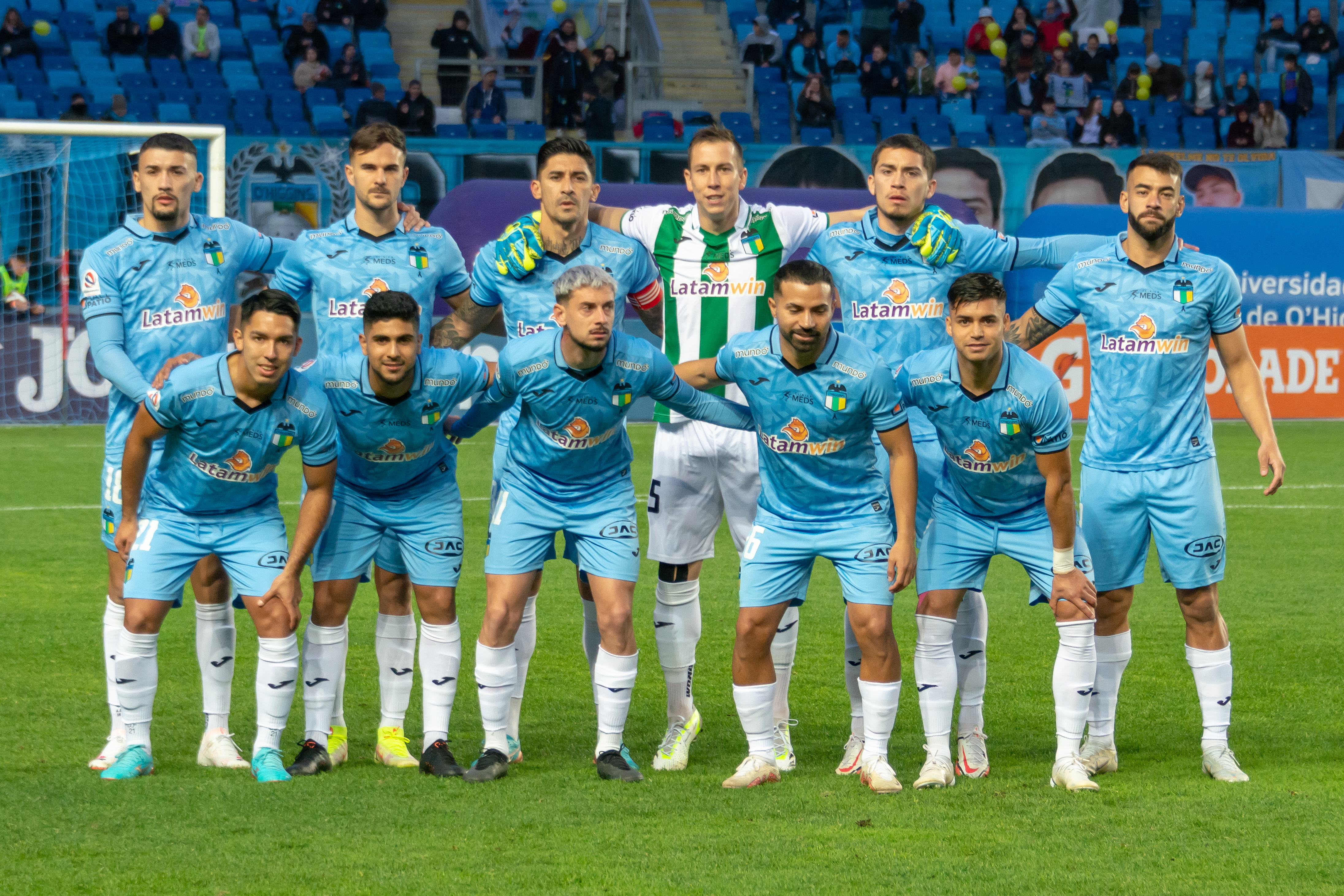
Alineació titular contra Ñublense per al Campeonato Nacional 2023.

A 9 de decembre de 2024
| N. | Pos. | Nac. | Jugador                   |
| -- | ---- | --- | ------------------------- |
| 1  | POR  | [[Fitxer:Flag of Chile.svg\|23x15px\|border \|alt=Xile\|link=Selecció de futbol de Xile\|{{#if:\|]]                 | Diego Carreño             |
| 2  | DEF  | [[Fitxer:Flag of Chile.svg\|23x15px\|border \|alt=Xile\|link=Selecció de futbol de Xile\|{{#if:\|]]                 | Cristián Morales (Jove)   |
| 3  | DEF  | [[Fitxer:Flag of Chile.svg\|23x15px\|border \|alt=Xile\|link=Selecció de futbol de Xile\|{{#if:\|]]                 | Felipe Faúndez (Jove)     |
| 5  | MIG  | [[Fitxer:Flag of Chile.svg\|23x15px\|border \|alt=Xile\|link=Selecció de futbol de Xile\|{{#if:\|]]                 | Camilo Moya               |
| 7  | MIG  | [[Fitxer:Flag of Argentina.svg\|23x15px\|border \|alt=Argentina\|link=Selecció de futbol de l'Argentina\|{{#if:\|]] | Martín Sarrafiore         |
| 9  | DAV  | [[Fitxer:Flag of Paraguay.svg\|23x15px\|border \|alt=Paraguai\|link=Selecció de futbol del Paraguai\|{{#if:\|]]     | Arnaldo Castillo          |
| 10 | MIG  | [[Fitxer:Flag of Chile.svg\|23x15px\|border \|alt=Xile\|link=Selecció de futbol de Xile\|{{#if:\|]]                 | Bryan Rabello             |
| 11 | DAV  | [[Fitxer:Flag of Argentina.svg\|23x15px\|border \|alt=Argentina\|link=Selecció de futbol de l'Argentina\|{{#if:\|]] | Carlos Auzqui             |
| 12 | POR  | [[Fitxer:Flag of Chile.svg\|23x15px\|border \|alt=Xile\|link=Selecció de futbol de Xile\|{{#if:\|]]                 | Martín Quezada            |
| 13 | MIG  | [[Fitxer:Flag of Chile.svg\|23x15px\|border \|alt=Xile\|link=Selecció de futbol de Xile\|{{#if:\|]]                 | Martín Maturana (Jove)    |
| 14 | DEF  | [[Fitxer:Flag of Argentina.svg\|23x15px\|border \|alt=Argentina\|link=Selecció de futbol de l'Argentina\|{{#if:\|]] | Juan Ignacio Díaz         |
| 15 | DAV  | [[Fitxer:Flag of Colombia.svg\|23x15px\|border \|alt=Colòmbia\|link=Selecció de futbol de Colòmbia\|{{#if:\|]]      | Yorman Zapata             |
| 16 | MIG  | [[Fitxer:Flag of Chile.svg\|23x15px\|border \|alt=Xile\|link=Selecció de futbol de Xile\|{{#if:\|]]                 | Cristóbal Castillo (Jove) |

| N. | Pos. | Nac. | Jugador                  |
| -- | ---- | --- | ------------------------ |
| 17 | DEF  | [[Fitxer:Flag of Chile.svg\|23x15px\|border \|alt=Xile\|link=Selecció de futbol de Xile\|{{#if:\|]]                 | Moisés González (capità) |
| 19 | DAV  | [[Fitxer:Flag of Chile.svg\|23x15px\|border \|alt=Xile\|link=Selecció de futbol de Xile\|{{#if:\|]]                 | Joaquín Montecinos       |
| 20 | MIG  | [[Fitxer:Flag of Chile.svg\|23x15px\|border \|alt=Xile\|link=Selecció de futbol de Xile\|{{#if:\|]]                 | Felipe Ogaz (Jove)       |
| 21 | DAV  | [[Fitxer:Flag of Argentina.svg\|23x15px\|border \|alt=Argentina\|link=Selecció de futbol de l'Argentina\|{{#if:\|]] | Octavio Bianchi          |
| 24 | MIG  | [[Fitxer:Flag of Chile.svg\|23x15px\|border \|alt=Xile\|link=Selecció de futbol de Xile\|{{#if:\|]]                 | Nicolás Matamoros (Jove) |
| 26 | DEF  | [[Fitxer:Flag of Argentina.svg\|23x15px\|border \|alt=Argentina\|link=Selecció de futbol de l'Argentina\|{{#if:\|]] | Leonel Mosevich          |
| 27 | DAV  | [[Fitxer:Flag of Chile.svg\|23x15px\|border \|alt=Xile\|link=Selecció de futbol de Xile\|{{#if:\|]]                 | Esteban Moreira          |
| 28 | DAV  | [[Fitxer:Flag of Chile.svg\|23x15px\|border \|alt=Xile\|link=Selecció de futbol de Xile\|{{#if:\|]]                 | Esteban Calderón (Jove)  |
| 29 | DAV  | [[Fitxer:Flag of Chile.svg\|23x15px\|border \|alt=Xile\|link=Selecció de futbol de Xile\|{{#if:\|]]                 | Simón Contreras          |
| 30 | DAV  | [[Fitxer:Flag of Chile.svg\|23x15px\|border \|alt=Xile\|link=Selecció de futbol de Xile\|{{#if:\|]]                 | Joaquín Tapia (Jove)     |
| 31 | DEF  | [[Fitxer:Flag of Chile.svg\|23x15px\|border \|alt=Xile\|link=Selecció de futbol de Xile\|{{#if:\|]]                 | Vicente Fernández        |
| 32 | DEF  | [[Fitxer:Flag of Chile.svg\|23x15px\|border \|alt=Xile\|link=Selecció de futbol de Xile\|{{#if:\|]]                 | Benjamín Molina (Jove)   |
| —  | POR  | [[Fitxer:Flag of Ecuador.svg\|23x15px\|border \|alt=Equador\|link=Selecció de futbol de l'Equador\|{{#if:\|]]       | Omar Carabalí            |

#### Jugadors amb ciutadania múltiple
- Arnaldo Castillo
- Omar Carabalí

### Equip del segle
L'any 1999, els aficionats del club van votar per triar l'equip del segle xx. Entre els jugadors titulars hi ha el defensa argentí Federico Vairo, Miguel Ángel Neira, Mario Núñez, Mario Desiderio i el màxim golejador de la història del club, Aníbal González. L'entrenador escollit va ser Luis Santibáñez, que va assolir dues de les quatre participacions a la Copa Libertadores, i va portar el club a la seva posició més llunyana de la competició, les semifinals, l'any 1980.
| Pos. | Country   | Player              |
| ---- | --------- | ------------------- |
| GK   | Xile      | Carlos Bustos       |
| GK   | Xile      | Ernesto Díaz        |
| GK   | Xile      | Constantino Zazzali |
| DF   | Xile      | Gabriel Mendoza     |
| DF   | Argentina | Federico Vairo      |
| DF   | Xile      | Eduardo Herrera     |
| DF   | Xile      | René Valenzuela     |
| DF   | Xile      | René Serrano        |
| DF   | Xile      | César Valdivia      |
| DF   | Xile      | Santiago Gatica     |
| DF   | Xile      | Mauro Meléndez      |
| DF   | Xile      | Joel Molina         |

| Pos.  | Country   | Player             |
| ----- | --------- | ------------------ |
| MF    | Xile      | Roberto Rodríguez  |
| MF    | Xile      | Miguel Ángel Neira |
| MF    | Xile      | Leónidas Burgos    |
| MF    | Xile      | Francisco Cuevas   |
| MF    | Xile      | Joel Retamal       |
| FW    | Xile      | Alejandro Trujillo |
| FW    | Argentina | Mario Desiderio    |
| FW    | Xile      | Mario Núñez        |
| FW    | Xile      | Aníbal González    |
| FW    | Argentina | Gustavo De Luca    |
| FW    | Argentina | Roque Alfaro       |
| Coach | Xile      | Luis Santibáñez    |

## Entrenadors
El primer entrenador del club va ser Francisco Hormazábal, que va ser fitxat pel torneig de Primera Divisió de 1955. L'any 1957, la junta va contractar com a entrenador l'europeu Carlos Snopec, que va ser el primer entrenador internacional del club. Des de 1958 fins a 1960 l'argentí José Salerno va ser el director del club. El club va passar per tres directius el 1961 i quatre directius el 1972.
La temporada 1978–79, el club va aconseguir una temporada històrica amb Luis Santibáñez com a entrenador, que va classificar O'Higgins a les semifinals de la Copa Libertadores de 1980, on l'equip va perdre davant el Club Nacional de l'Uruguai. A principis dels anys noranta, la junta directiva del club va fitxar Manuel Pellegrini per enfrontar-se a la Copa Conmebol de 1992, on el club va ser eliminat aviat per la Gimnàsia i Esgrima de La Plata. Aleshores, amb un encanteri previ de Nelson Acosta, que va potenciar jugadors com Jaime Riveros, el club va aconseguir la final de la Copa de Xile l'any 1994, sent subcampió amb Roberto Hernández com a tècnic. El 2005, Nelson Cossio es va convertir en entrenador amb l'objectiu de tornar a arribar a la primera divisió, cosa que va aconseguir. Oscar Meneses va entrenar l'equip durant el torneig Opertura en el seu retorn a la primera divisió, però va ser acomiadat per males actuacions.

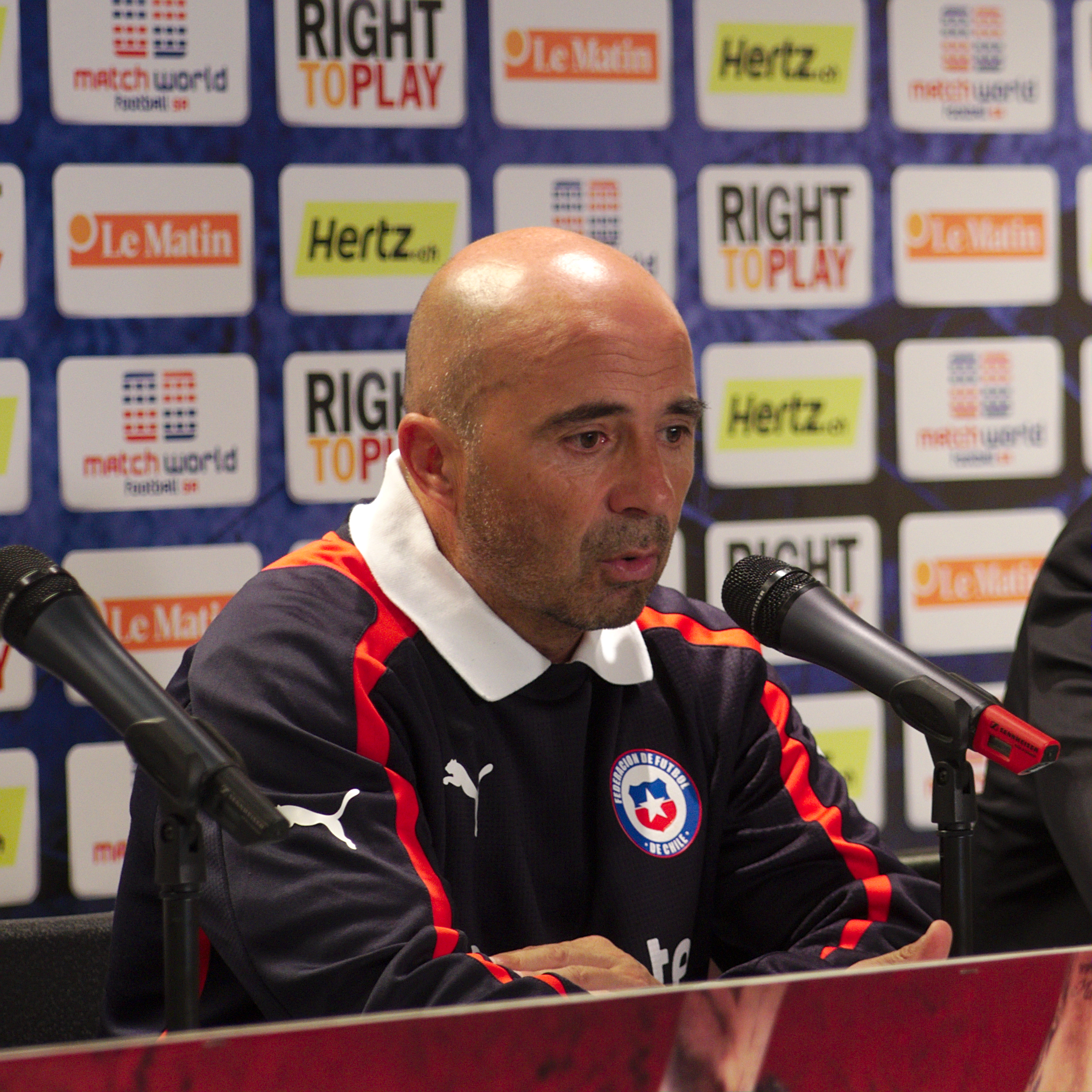
Jorge Sampaoli va ser l'entrenador del club del 2008 al 2009.

El 2006, Jorge Garcés es va convertir en entrenador del club per jugar el Torneo Clausura, que va abandonar la institució la temporada següent, després d'una derrota per 5-0 amb el Colo-Colo. El desembre de 2007, Ricardo Abumohor, el propietari del club, va informar que va contractar El tècnic argentí Jorge Sampaoli per al nou torneig, on va fer temporades dignes amb jugadors com Jean Beausejour i Carlos Carmona com a jugadors clau.
Després d'un torneig regular la temporada 2010, Ivo Basay va ser fitxat per l'Apertura 2011. Basay va ser substituït per José Cantillana per al Clausura 2011.
El gener de 2012, la junta directiva del club va fitxar Eduardo Berizzo i el seu entrenador ajudant, antic porter de River Plate als anys vuitanta, Roberto Bonano. Sota l'administració de Berizzo, l'equip va arribar a la final de l'Apertura, on l'equip va acabar subcampió després de perdre 2-0 a penals a la Universidad de Chile. No obstant això, aquest resultat va donar al club la classificació per a la Copa Sudamericana 2012, que és important pel fet que O'Higgins no havia jugat cap competició continental des de 1992. Berizzo també va liderar l'equip al seu primer títol de lliga la 2013-14. Apertura, i a la victòria de la Supercopa el 2014.

### Cronologia dels entrenadors
- Francisco Hormazábal (1955–56)
- Salvador Calvente (1957)
- Carlos Snopec (1957)
- José Salerno (1958–60)
- Carlos Orlandelli (1960)
- Roberto Rodríguez (1961)
- George Robledo (1961)
- Hernán Carrasco (1961)
- Ladislao Pakozdi (1961–62)
- José Pérez (1963–67)
- Dante Pesce (1968)
- Leonardo Bedoya (1968–69)
- Jorge Aretio (1970)
- Leonardo Bedoya (1971)
- Hernán Carrasco (1972)
- Luis Vidal (1972)
- Ovidio Casartelli (1972)
- Caupolicán Peña (1972)
- Luis Vera (1973)
- Jorge Aretio (1973)
- Jorge Venegas (1974)
- Leonardo Bedoya (1974–75)
- José Pérez (1975)
- Jorge Aretio (1975)
- Armando Tobar (1976–77)
- Nelson Oyarzún (1977)
- Luis Santibáñez (1978–79)
- Orlando Aravena (1979)
- Francisco Molina (1980)
- Orlando Aravena (1981)
- Germán Cornejo (1982–83)
- Leonardo Bedoya (1984)
- Gastón Guevara (1985)
- Jorge Luco (1985)
- Manuel Cáceres (1985)
- Luis Santibáñez (1986)
- Jaime Campos (1986)
- Eugenio Jara (1987)
- Ricardo Horta (1988)
- Juan Carlos Gangas (1988)
- Nelson Acosta (1988–91)
- Germán Cornejo (1992)
- Manuel Pellegrini (1992–93)
- Roberto Hernández (1994–95)
- Roque Alfaro (1996)
- Jorge Socías (1996)
- José Sulantay (1997)
- Gerardo Pelusso (1997)
- René Serrano (1998–99)
- Eduardo Salas (interim) (2000)
- Guillermo Páez (2000–01)
- Joel Retamal (2001)
- Rubén Espinoza (2001)
- Luis Droguett (interim) (2002)
- Eduardo Salas (2003–04)
- Sergio Nichiporuk (2004)
- Nelson Cossio (2005)
- Gerardo Silva (2005)
- Óscar Meneses (2006)
- Ronald Yávar (interim) (2006)
- Jorge Garcés (2006–07)
- Jorge Sampaoli (2008–09)
- Gerardo Silva (2009)
- Roberto Hernández (2010)
- Marco Antonio Figueroa (2010)
- Ivo Basay (2011)
- Cristián Arán (interim) (2011)
- José Cantillana (2011)
- Eduardo Berizzo (2012–14)
- Facundo Sava (2014–15)
- Pablo Sánchez (2015)
- Cristián Arán (2015–17)
- Gabriel Milito (2017–2018)
- Mauricio Larriera (2018)
- Marco Antonio Figueroa (2018–2019)
- Patricio Graff (2020)
- Dalcio Giovagnoli (2020–2021)
- Miguel Ramírez (2021)
- Mariano Soso (2022)
- Pablo de Muner (2023)
- Juan Manuel Azconzábal (2023–2024)
- Víctor Fuentes (interim)  (2024)
- Francisco Meneghini (2024–)

## Gestió
El club ha tingut 17 presidents al llarg de la història. El primer president de la institució va ser Francisco Rajcevich, que va ocupar el càrrec entre gener i desembre de 1955, mentre que Patricio Mekis va tenir el període més llarg al capdavant de la institució (entre gener de 1958 i gener de 1965) i actualment és president honorari del club.
Antigament a la corporació els presidents elegien els mateixos 12 directors-líders que es prenen el temps per dividir els càrrecs. Al seu torn, el president elegit ha de ser acceptat per la majoria dels membres. Aquest president estava pensat en principi per ser líder durant dos anys, però al cap d'un any, quan es renova mig directori, 8 dirigents que continuen més 8 nous o reelegits decideixen si l'actual president es manté al capdavant o se'n tria un altre.
L'any 2005, el club tenia tres presidents diferents per problemes interns i problemes econòmics que tenia el club. Després d'això, Ricardo Abumohor compra el club i ocupa el càrrec de president.

### Cronologia dels presidents
- 1955–56: Francisco Rajcevich
- 1957–58: Dionisio Valenzuela
- 1958–65: Patricio Mekis
- 1966–72: Alberto Musse
- 1973–75: Carlos Latife
- 1976–82: Alfonso Orueta
- 1983–88: Héctor Cortéz
- 1989–90: Óscar Albornoz
- 1991–92: Juan Romero
- 1992–93: Rodolfo Cueto
- 1994–96: Alex Acosta
- 1997: José Donoso
- 1997–00: Omar Pozo
- 2001–04: Francisco Arce
- 2005: Waldo Quiroz (interim)
- 2005: Daniel Sánchez
- 2005: Juan Carlos Latife
- 2006–2021: Ricardo Abumohor
- 2022–: Pablo Hoffmann

## Palmarès

### Tornejos locals
- Campeonato Nacional
  - Campió (1): Apertura 2013–14
  - Subcampió(1): Apertura 2012
- Primera B de Xile
  -  Campió (1): 1964
  - Subcampió (3): 1976, 1986, 1998
- Copa de Xile
  - Subcampió (2): 1983, 1994
- Lligueta Pre-Libertadores
  - Guanyador (2): 1978, 1979
- Lligueta Pre-Sudamericana
  - Guanyador (1): 2015–16 Clausura
- Supercopa de Xile
  - Campió (1): 2014

### O'Higgins Braden
Segona Divisió
- Segona Divisió/Primera B (1): 1954

### América de Rancagua
Segona Divisió
- Segona Divisió (2): Subcampió 1953, 1954